# Женская сборная Бангладеш по кабадди
Женская национальная сборная Бангладеш по кабадди — представляет Бангладеш на международных соревнованиях по кабадди. Управляющей организацией выступает Федерация кабадди Бангладеш (англ. Bangladesh Kabaddi Federation).

## Результаты выступлений

### Азиатские игры
| Год  | Победы | Ничьи | Поражения | Место |
| ---- | ------ | ----- | --------- | ----- |
| 2010 | 2      | 0     | 2         | 3     |
| 2014 | 1      | 0     | 2         | 3     |
| 2018 | 0      | 0     | 3         | 7     |